# Châtel-sur-Moselle
Châtel-sur-Moselle – miejscowość i gmina we Francji, w regionie Grand Est, w departamencie Wogezy.
Według danych na rok 1990 gminę zamieszkiwało 1838 osób, a gęstość zaludnienia wynosiła 155 osób/km² (wśród 2335 gmin Lotaryngii Châtel-sur-Moselle plasuje się na 225. miejscu pod względem liczby ludności, natomiast pod względem powierzchni na miejscu 484.).